# Afroneta guttata
Afroneta guttata là một loài nhện trong họ Linyphiidae.
Loài này thuộc chi Afroneta. Afroneta guttata được Herman Theodor Holm miêu tả năm 1968.